# 전신 방정식
전신 방정식(電信方程式, telegraph equation)은 송신선의 전류와 전압을 다루는 2차 편미분 방정식이다.

## 역사
1887년에 당시 전보 기사였던 올리버 헤비사이드가 도입하였다.

## 전개
편의상 {\displaystyle A'=\partial A/\partial x}, {\displaystyle {\dot {A}}=\partial A/\partial t}로 표기하자.

단위 길이당 전신선 모형 회로도

매우 가는 균일한 전신선이 단위 길이당 전기 저항 {\displaystyle R}과 단위 길이당 인덕턴스 {\displaystyle L}을 가진다고 하자. 또한, 전신선에서 전류가 단위 길이당 전도율 {\displaystyle G}과 단위 길이당 전기 용량 {\displaystyle C}를 통해 (병렬로) 샌다고 하자.
전신선 위의 전압 {\displaystyle V(x,t)}과 전류 {\displaystyle I(x,t)}는 다음과 같은 연립 1차 편미분 방정식을 따른다.
{\displaystyle V'=-RI-L{\dot {I}}}
{\displaystyle I'=-GV-C{\dot {V}}}.
두 편미분 방정식 가운데 하나를 다른 하나에 대입하면 다음과 같이 하나의 2차 편미분 방정식을 얻는다.
{\displaystyle V''=GRV+(GL+CR){\dot {V}}+LC{\ddot {V}}}.
{\displaystyle I''=GRI+(GL+CR){\dot {I}}+LC{\ddot {I}}}.
이를 전신 방정식이라고 한다.

### 전파의 속도
편의상 전력 손실을 무시하자. 즉, {\displaystyle R=0}, {\displaystyle G=0}으로 놓자. 그렇다면 전신 방정식은 다음과 같이 파동 방정식이 된다.
{\displaystyle V''=LC{\ddot {V}}}.
{\displaystyle I''=LC{\ddot {I}}}.
이 방정식의 일반해는
{\displaystyle V(x,t)=\int V_{0}(\omega )\exp \left(i\omega ({\sqrt {LC}}x-t)\right)\,d\omega }
이다. 따라서, 전신선을 통해 전달되는 신호의 속도는 {\displaystyle 1/{\sqrt {LC}}}임을 알 수 있다.